# 基尔伯恩 (路易斯安那州)
基尔伯恩（英語：Kilbourne），是美国路易斯安那州下属的一座村镇。根据2010年美国人口普查，该市有人口416人。建置上，属于“village”。